# Artiom Majnenko
Artiom Majnenko (en ruso: Артём Махненко; 2 de noviembre de 1995) es un deportista ruso que compitió en tiro con arco, en la modalidad de arco recurvo. Ganó una medalla de bronce en el Campeonato Europeo de Tiro con Arco en Sala de 2017, en la prueba de equipo.

## Palmarés internacional
| Campeonato Europeo en Sala | Campeonato Europeo en Sala | Campeonato Europeo en Sala | Campeonato Europeo en Sala |
| Año                        | Lugar                      | Medalla                    | Prueba                     |
| -------------------------- | -------------------------- | -------------------------- | -------------------------- |
| 2017                       | Vittel (Francia)           | Medalla de bronce          | Equipo                     |